# Patrick Le Hyaric
Patrick Le Hyaric (ur. 4 lutego 1957 w Orleanie) – francuski polityk, dziennikarz, działacz komunistyczny, poseł do Parlamentu Europejskiego VII i VIII kadencji.

## Życiorys
Z wykształcenia technik rolnictwa. Zawodowo zajął się jednak dziennikarstwem, w 1989 został redaktorem naczelnym czasopisma "La Terre". Stanął później na czele stowarzyszenia na rzecz pluralizmu prasy. W latach 1989–2001 był radnym La Courneuve. Od 1990 powoływany w skład komitetu centralnego Francuskiej Partii Komunistycznej. W 2000 objął stanowisko redaktora naczelnego komunistycznego dziennika „L’Humanité”.
W 2004 stał na czele jednej z list wyborczych PCF w wyborach europejskich. Mandat europosła uzyskał w kolejnym głosowaniu z 2009 jako lider tworzonego przez komunistów Frontu Lewicy. W PE przystąpił do grupy GUE/NGL, został też członkiem Komisji Zatrudnienia i Spraw Socjalnych. W 2014 został wybrany na kolejną kadencję Europarlamentu.